# Resurrektionisten

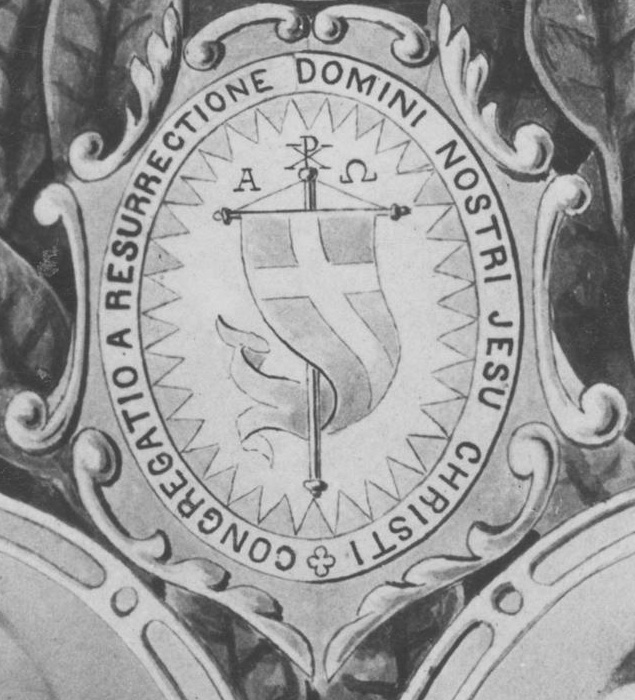

Die Resurrektionisten (lat.: Congregatio a Resurrectione D.N.J. Christi, Ordenskürzel: CR) sind eine römisch-katholische Ordensgemeinschaft. Sie wurde am 17. Februar 1836 von dem Polen Bogdan Jański in Paris gegründet und zählt weltweit über 450 Ordensmitglieder.
Die Gemeinschaft wurde gegründet aus Sorge um die geistigen Bedürfnisse der Menschen, die sich aus einer inneren Zerrissenheit und Gottesferne nach Heimat, Haus, Geborgenheit und Sinnerfüllung sehnten. Bogdan Jański, Hieronym Kajsiewicz und Piotr Semenenko, die als Gründer der Ordensgemeinschaft gelten, hatten das Ziel, dem in der Gesellschaft vorherrschenden Materialismus und Hedonismus Widerstand zu leisten und durch die Arbeit in den Pfarreien und durch die Jugenderziehung der Gesellschaft den Weg zum Evangelium Christi zu zeigen. 
Die Resurrektionisten sind eine katholische Ordensgemeinschaft des päpstlichen Rechts. Sie bestehen aus geweihten und nicht geweihten Mitgliedern sowohl des lateinischen als auch des orientalischen Ritus.

## Niederlassungen
Die Ordensleitung hat ihren Hauptsitz (Generalat) in Rom. Alle Provinzen und Niederlassungen unterstehen dem Generaloberen in Rom. Die Verwaltung des Ordens ist in drei selbständige Provinzen (polnische Provinz, US-amerikanische Provinz, kanadische Provinz) eingeteilt.
Der Orden ist in 15 Ländern der Erde vertreten. Das Aufgabengebiet umfasst die Erziehungs- und Bildungsarbeit bei Jugendlichen und Erwachsenen sowie die Missionierung und Pfarrseelsorge.
Niederlassungen sind etwa:
- Gardekirche Wien
- Pfarrkirche St. Othmar unter den Weißgerbern
- Pfarrkirche Nussdorf (Wien)
- Pfarre Zur Göttlichen Liebe, Wien 11

## Generalsuperiore
- Piotr Semenenko (1842–1845)
- Hieronim Kajsiewicz (1845–1848)
- Józef Hube (1848–1854)
- Hieronim Kajsiewicz (1854–1873)
- Piotr Semenenko (1873–1886)
- Walerian Przewlocki (1886–1895)
- Pawel Smolikowski (1895–1905)
- Jan Kasprzycki (1905–1920)
- Wladyslaw Zapala (1920–1926)
- Jakub Jagalla (1926–1932)
- Michael Jaglowicz (1932–1943)
- Wladyslaw Kwiatkowski (1943–1947)
- John Mix (1947–1959)
- Alphons Eicheldinger (1959–1965)
- Hubert Gehl (1965–1969)
- Józef Obuchowski (1969–1975)
- Tadeusz Kaszuba (1975–1981)
- Robert Kurtz (1981–1993)
- Sutherland MacDonald (1993–2005)
- Norbert Raszeja (2005–2011)
- Bernard Hylla (seit 2011)